# Prillieuxina ixorigena
Prillieuxina ixorigena är en svampart som beskrevs av Hosag. & Chandraprabha 2009. Prillieuxina ixorigena ingår i släktet Prillieuxina och familjen Asterinaceae.   Inga underarter finns listade i Catalogue of Life.